# كارل بوبورسكي
كارل بوبورسكي (بالتشيكية: Karel Poborský)‏، من مواليد 30 مارس 1972 في تريبون في تشيكوسلوفاكيا، لاعب كرة قدم تشيكي.
بدأ مسيرته الكروية مع نادي دينامو سيسكي بوديوفيس في عام 1991، ولعب معهم حتى عام 1994، وشارك معهم في 82 مباراة وسجل 15 هدف، وفي موسم 1994/1995 لعب مع نادي فيكتوريا زيزكوف، وشارك معهم في 28 مباراة وسجل 10 أهداف، وفي موسم 1995/1996 انتقل إلى نادي سلافيا براها، ولعب معهم 26 مباراة وسجل 11 هدف، وفي موسم 1996/1997 انتقل إلى نادي مانشستر يونايتد الإنجليزي، ولعب معهم 32 مباراة وسجل 5 أهداف، وفي عام 1998 انتقل إلى نادي بنفيكا البرتغالي، ولعب معهم حتى عام 2001، وشارك معهم في 61 مباراة وسجل 11 هدف، وفي موسم 2001/2002 انتقل إلى نادي لاتسيو الإيطالي، ولعب معهم 47 مباراة وسجل 5 أهداف، وفي عام 2002 انتقل إلى نادي سلافيا براها، ولعب معهم حتى عام 2005، وشارك معهم في 87 مباراة وسجل 26 هدف، ومنذ عام 2005 وهو يلعب مع نادي دينامو سيسكي بوديوفيس.
و قد لعب مع منتخب التشيك لكرة القدم بين عامي 1994 و2006، وشارك معهم في 118 مباراة دولية، وهو أكثر لاعب لعب مباريات دولية في تاريخ المنتخب، سجل 8 أهداف.

## روابط خارجية
- كارل بوبورسكي على موقع الاتحاد الدولي (مؤرشف)  (الإنجليزية)
- كارل بوبورسكي على موقع الاتحاد الأوربي (الإنجليزية)
- كارل بوبورسكي على موقع الاتحاد التشيكي (الإنجليزية)
- كارل بوبورسكي على موقع قاعدة بيانات كرة القدم.إي يو (الإنجليزية)
- كارل بوبورسكي على موقع ناشيونال فوتبول تيمز (الإنجليزية)
- كارل بوبورسكي على موقع Soccerway.com (الإنجليزية)
- كارل بوبورسكي على موقع عالم كرة القدم.نت (الإنجليزية)